# Romeo Gigli
Romeo Gigli [ˈdʒiʎːi] (* 12. Dezember 1949 in Castel Bolognese) ist ein italienischer Modeschöpfer sowie der Name der von ihm 1984 gegründeten Modemarke.
Gigli erlangte in den 1980er Jahren durch seine unkonventionelle Mode weltweite Bekanntheit und gilt in der Branche bis heute als herausragender Designer. Seit 2004 hat Gigli zu dem Unternehmen Romeo Gigli, welches seine Blütezeit Mitte der 1980er bis Ende der 1990er Jahre hatte, keine Verbindung mehr.

## Leben und Unternehmensgeschichte

### Anfangsjahre und Aufstieg in der Modebranche
Gigli, der einer Familie von Antiquitäten- und Buchhändlern entstammt, studierte ein Jahr lang Architektur in Florenz. Als er 18 Jahre alt war, starben seine Eltern, Ancora und Alfa Gigli; sein Vater durch einen Unfall, seine Mutter kurz darauf. Daraufhin reiste Gigli für einige Jahre durch die Welt. 1972 begann seine Karriere als Modedesigner. Er entwarf zunächst Strickwarenkollektionen für das Modeunternehmen Quickstep in Bologna und arbeitete schließlich ab 1978 knapp ein Jahr lang für Dimitri Couture bei dem italienischstämmigen Designer Piero Dimitri in New York City. In dieser Zeit widmete sich Gigli, der keine formelle Ausbildung als Modeschöpfer absolvierte, intensiv dem Modedesign.
Nach seiner Rückkehr nach Italien präsentierte Gigli 1985 seine erste Modekollektion für Damen unter dem Namen Romeo Gigli mit Hilfe seiner Exfreundin, der damaligen Chefredakteurin der italienischen Vogue-Sonderausgaben, Carla Sozzani, und deren Partner Donato Maino. Gigli, Sozzani und Maino besaßen Anteile an dem Unternehmen Romeo Gigli. Die erste Präsentation fand in einer ehemaligen Garage des Corso Como in Mailand statt. Giglis Modelle wurden von dem Londoner Modegeschäft Browns und dem Modekaufhaus Joyce aus Hongkong aufgekauft. Seine Mode zeigte er in den folgenden Saisons bei der Mailänder Modewoche. Sozzani verließ Vogue 1986 und nach einer kurzen Zeit als Chefredakteurin der italienischen Zeitschrift Elle konzentrierte sie sich ab 1987 als PR-Managerin auf die Marke Gigli.

### Die Marke Romeo Gigli
Im März 1988 gelang Romeo Gigli der internationale Durchbruch, als er seine Kollektion im Rahmen der Pariser Prêt-à-porter Modenschauen präsentierte. In den 1980er Jahren entwarf er schmal geschnittene und zierlich wirkende Mode, welche ihm, trotz des Kontrasts zum damaligen Trend der Schulterpolster, Anerkennung einbrachte. Eine Herrenkollektion war 1986 lanciert worden. Im gleichen Jahr übernahm er als Nachfolger von Gianni Versace bis 1996 einen Designauftrag für die Callaghan-Modelinie von Zamasport. Romeo Gigli hatte Zamasport zuvor mit der Fertigung seiner Modekollektionen beauftragt. Accessoires von Romeo Giglii folgten 1987. Ende der 1980er wurde seine Variante des V-Ausschnitts in der Massenproduktion gefertigt. 1988 eröffnete ein Romeo-Gigli-Ladengeschäft auf dem Mailänder Corso Como, in dem Gigli seine Mode neben den Kollektionen anderer Designer – wie etwa John Galliano, Maison Margiela, Sybilla, Jean Paul Gaultier oder Issey Miyake – verkaufte. 1987 wurde durch ein Lizenzabkommen mit Takashimara der japanische Markt erschlossen.
Gigli prägte den Begriff Cocooning, der für eine bestimmte Schnittart steht, die den Körper mit voluminösem Stoff umgibt und ihm dadurch eine neue Form verleiht. Seine Mode war geprägt von weichen Konturen, ungewöhnlichen Farbkombinationen, asymmetrischen Schnitten, unterschiedlichen Stofflängen und schmalen Silhouetten. Zu seinen Stilmitteln gehörten unter anderem kunstvoll um den Körper drapierte Kleidungsstücke, große Schalkrägen, Röcke in Tulpenform und flache Damenschuhe. Neben Damen- und Herrenmode entwarf Gigli auch Sonnenbrillen, Krawatten, Parfüms, verschiedene Accessoires, Heimtextilien und sogar Teppiche. Seine Werkstätten und Ateliers befanden sich in Mailand. Vogue verglich Gigli für sein intellektuelles Designtalent mit den japanischen Desgignergrößen Rei Kawakubo und Issey Miyake.
1989 wurde das erste Parfüm des Unternehmens namens Romeo di Romeo Gigli für Damen lanciert; ein Herrenduft folgte unter dem Namen Romeo Gigli 1991. 1990 kam die an ein jüngeres Publikum gerichtete Modezweitlinie G Gigli in Zusammenarbeit mit Stefanel zum Portfolio hinzu. In der Folge wurden weitere Zweitlinien etabliert und weitere Ladengeschäfte öffneten ihre Türen in Mailand (Corso Venezia), Hong Kong und New York City. 1990 arbeitete Alexander McQueen als Assistent bei Romeo Gigli.

### Niedergang und Verkauf
Anfang der 1990er Jahre überwarf sich Gigli mit seinen Geschäftspartnern Sozzani und Maino, die ihn aus dem Geschäft drängten. Nach langjährigen Gerichtsprozessen übernahm 1997 das Genfer Unternehmen Maison RG die Rechte an der Marke Romeo Gigli. Gigli selbst blieb als Chefdesigner angestellt und war durch einen Exklusivvertrag gebunden.
1999 übernahm die italienische IT Holding das Unternehmen Romeo Gigli für 30 Mio. Euro. Gigli selbst behielt einen 20%igen Anteil am Unternehmen und blieb Chefdesigner. Zu dieser Zeit hatte die Marke Romeo Gigli allerdings ihre Anziehungskraft verloren. IT Holding übergab die unprofitable Marke Romeo Gigli 2004 an die luxemburgische Euroholding S.a.r.l, welche die Lizenz für Romeo Gigli wiederum an das Herrenmodeunternehmen Fratelli Prandina aus Vicenza und dessen CEO Pierluigi Mancinelli vergab. Zu diesem Zweck wurde von Mancinelli die Firma Mood Srl gegründet. Gigli wehrte sich vor Gericht vergeblich gegen diesen Verkauf und verließ letztendlich das Unternehmen. 

### Romeo Gigli ohne den Firmengründer
2006 wurde die Designerin Gentucca Bini bei Romeo Gigli verpflichtet, welche das Unternehmen 2008 wieder verlassen musste. Mood Srl meldete Ende 2008 Insolvenz an. 2010 wurden die weltweiten Markenrechte an Romeo Gigli von einer italienischen Ermittlungsrichterin sichergestellt. In der Folge unterstand das Unternehmen einem Insolvenzverwalter. 
2011 wurde die Marke Romeo Gigli an die Luxemburger Beteiligungsgesellschaft DOG Sarl um die italienischen Unternehmer Emilio Pistolato, Pietro Suaria und Francesco Converti verkauft, der seither alle Lizenzrechte gehören. DOG setzte den Italiener Armando Mammina als Marketingleiter ein, dem das Design aller Lizenzkollektionen untersteht. Unter der Leitung der DOG Sarl wurden ab 2012 zahlreiche Gigli-Lizenzen vergeben. Die Lizenz für Romeo Gigli Herrenmode liegt bei Copen Group, für Damenmode bei Facis, für Strickwaren bei Imma, für Brillen bei Logoproject Design und für Parfüm bei Profumeria Italiana. Darüber hinaus existieren Lizenzen für große Damenmode (Romeo Gigli Plus), Gürtel, Kindermode (Romeo Gigli Kids und Baby) und weitere.

### Leben nach der Marke Romeo Gigli
Ende 2008 lancierte Romeo Gigli selbst von der Marke Romeo Gigli unabhängig ein kurzlebiges Modelabel mit dem lateinischen Namen Io ipse idem (zu deutsch etwa: ich selbst derselbe). Die Marke wurde bereits Ende 2009 wieder eingestellt, nachdem Giglis Investoren kein Geld mehr gaben. Die ehemalige Webseite ioipseidem.com ist nicht länger online. In Zusammenarbeit mit Merce Cunningham entwarf Gigli 2009 einige Bühnenkostüme. Anfang 2010 startete er mit dem italienischen Strickwarenhersteller Fuzzi für einige Saisons die hochpreisige Damenmodemarke XII XII XLIX par Romeo Gigli. Diese römischen Zahlen (12 12 49) standen für Giglis Geburtsdatum. 2012 kreierte Gigli unter dem Namen Joyce by Romeo Gigli für mehrere Saisons Damen- und Herrenkollektionen für die Modekette Joyce aus Hongkong, die bereits 1985 seine erste Kollektion eingekauft hatte.
Romeo Gigli ist verheiratet und hat eine Tochter (* 1998).

## Kollektionen
Zu den Kollektionen der 1980er und 1990er Jahre zählten:
- Romeo Gigli – hochpreisige Hauptlinie für Damen und Herren
- G Gigli bzw. Gigli – modische Brückenkollektion für junge Damen und Herren
- Gigli Sport – sportive Freizeitkollektion
- Gigli Jeans – Denim-basierte Zweitlinie für Damen und Herren